# Anthostema
Anthostema es un género perteneciente a la familia de las euforbiáceas   con tres especies de plantas nativas de África y Madagascar.

## Taxonomía
El género fue descrito por Adrien-Henri de Jussieu y publicado en De Euphorbiacearum Generibus Medicisque earumdem viribus tentamen, tabulis aeneis 18 illustratum 117. 1824.

## Especies aceptadas
A continuación se brinda un listado de las especies del género Anthostema aceptadas hasta octubre de 2012, ordenadas alfabéticamente. Para cada una se indica el nombre binomial seguido del autor, abreviado según las convenciones y usos.
- Anthostema aubryanum Baill.
- Anthostema madagascariense Baill.
- Anthostema senegalense A.Juss.